# لهوتکا (ناحیه ییهلاوا)
لهوتکا (به چکی: Lhotka) یک منطقهٔ مسکونی در جمهوری چک است که در ناحیه ییهلاوا واقع شده‌است. لهوتکا ۲٫۲۴ کیلومتر مربع مساحت و ۷۷ نفر جمعیت دارد و ۵۸۳ متر بالاتر از سطح دریا واقع شده‌است.